# 歷高拿·高美斯
歷高拿·高美斯（Nikola Komazec，1987年11月15日—），生於南斯拉夫弗爾巴斯，塞爾維亞足球運動員，司職前鋒，現時效力斯洛伐克足球乙級聯賽球會VSS高斯錫。

## 球員生涯
高美斯生於南斯拉夫弗爾巴斯，於7歲加入家鄉球會茨爾文卡受訓，結果他首場比賽就轟進四球。直到12歲時，他獲球探看中，邀請高美斯轉踢國內班霸古拿夏積杜克。自始，他由U12青年軍踢起，最終以16歲零7個月，刷新球會最年輕在頂級聯賽的上陣紀錄。
2012年7月，高美斯加盟斯洛文尼亞甲組聯賽勁旅馬里博爾，並於該季各項賽事上陣21場錄得3球，協助球會贏得三冠王，同時亦成功晉身歐聯外圍賽第3圈，不過晉身後不敵薩格勒布戴拿模，無緣出戰歐聯分組賽。結果馬里博爾獲得歐霸盃資格，在小組賽次回合作客熱刺時，高美斯後備上陣。2014年7月，他加盟挪威超聯球會侯格辛特，至2016年2月，他轉會至格魯吉亞超聯球會巴統戴拿模。
2016年夏天，高美斯因為得悉基士文曾經效力香港球會南華，所以他在2016年7月13日隨南華到廣州三水集訓。至7月19日，南華宣佈與他簽約一年，同時獲註冊為亞協盃8強的四名外援之一。8月28日，他在主場對標準灝天的首輪聯賽門前撞射破網，取得加盟後的首個入球，最終協助南華以1–0勝出。9月13日，他在主場迎戰應屆亞協盃冠軍柔佛DT的首回合，在補時階段左腳勁射破網，協助南華以1–1逼和對手，在次回合作客柔佛DT時，高美斯在補時階段也為南華追成1–2，惟最終南華以總比數2–3出局。隨後，高美斯在聯賽開季連續7場都取得進球，令他榮膺8月和9月及11月聯賽的最有價值球員，其態度及精湛左腳的射術，同時深受球迷歡心，更獲冠以「Mr. Right」的名譽。
2017年2月，南華宣佈與高美斯續約。他於首季港超聯在各項賽事上陣27場錄得15球，惟他於球季尾的香港足球明星選舉意外地落選所有獎項。
2017年6月，南華宣佈經重新檢視球隊近年發展後，決定來屆退出港超聯轉戰甲組聯賽，培育青年球員。8月20日，高美斯與南華解決合約問題後，與埃及超聯球會索莫哈簽下短期合約，但他因為關乎外援身份的文件出現問題，所以僅1個月就解約離隊。後來，高美斯轉會至黎巴嫩超聯球會沙拉姆茲加爾塔。雖然他在12場賽事中錄得6球，可是因當地政局不穩，他在考慮到生活安全和文化問題後，拒絕與球會續約。
12月20日，他回港度假時隨即獲港超聯球會香港飛馬招手，12月21日，他簽約加盟該會，並在1月12日主場對陽光元朗的聯賽，首度為飛馬上陣，該場在38分鐘施展遠射，被對方門將撲到後中楣，由隊友查維斯門前補中破網，最終協助飛馬以2–2賽和對手，其後他在回歸香港後的第二場對冠忠南區的聯賽，先在63分鐘頭槌中楣彈出由隊友艾華補中，再在補時3分鐘助攻查維斯頭槌破網，最終協助飛馬再以2–2賽和對手，結果他終在2月4日對標準流浪的加盟後第三場聯賽，錄得加盟後的首個入球，協助飛馬以3–1勝出。
在各項賽事上陣6場，錄得1球後，高美斯為爭取更多上陣機會，故要求與飛馬解約。他在3月18日與印尼超聯球會巴揚卡拉簽約，並在3月31日作客棉蘭的加盟後第二場聯賽，在46分鐘錄得加盟後的首個入球，協助巴揚卡拉以2–1勝出。
2018年夏天，高美斯重回香港，加盟港超聯球會冠忠南區。
2018年9月30日，港超聯南區作客元朗，高美斯爭球時被法比奧坐著，左腳在地上拗至變形，送院檢查後證實左腳骨折。
2019年12月27日，高美斯加盟港超聯球會傑志。

## 球場以外
高美斯右手上3個紋身是塞爾維亞文由上至下代表了他的家人包括姐姐、父親和母親。
高美斯父親是個職業拳手，其身型屬中量級（80公斤以下的參賽者），在其職業生涯大約打了200場拳賽，而戰績大約是120勝40負40。

## 榮譽
港聯
- 香港賀歲盃冠軍（2018年）

傑志
- 香港超級聯賽冠軍（2019–20季度）
- 香港菁英盃冠軍（2019–20季度）

馬里博爾
- 斯洛文尼亞甲組聯賽冠軍（英语：2012–13 Slovenian PrvaLiga）（2012–13季度）
- 斯洛文尼亞盃冠軍（2012–13季度）
- 斯洛文尼亞超級盃冠軍（2012年）

## 外部連結
- 歷高拿·高美斯的X（前Twitter）
- 歷高拿·高美斯的Instagram帳戶
- 香港足球總會網頁球員註冊資料 （页面存档备份，存于）